# 相道寺焼
相道寺焼（あいどうじやき）は、長野県北安曇郡池田町で焼かれる陶器である。主に生活雑器が焼かれる。

## 概要
1767年（明和4年）に、信濃国安曇郡相道寺村に美濃国より陶芸家を招いて作陶が始まったとされる。1801年（寛政13年）、窯を拡張して全長17mにおよぶ12段の登り窯となった。明治初期には衰退し廃窯となったが、1968年（昭和43年）に発掘調査が行われ、1971年（昭和46年）「新相道寺焼窯」を構えて、宮澤菊男がその技術を受け継いだ。
木質灰を使った灰釉で表現した「奥深い飴色」が特徴である。

## 文化財
- 池田町指定文化財
  - 相道寺焼神器三種（民俗文化財） - 1970年（昭和45年）4月1日指定（町指定第1号）。徳利・香炉・灯明台の3点。高台の裏に文化12年（1815年）4月と記載がある[3]。
  - 相道寺焼窯跡（史跡） - 1976年（昭和51年）9月1日指定（町指定第15号）。歴史的な窯としては長野県内最大級の規模[4]。

## 関連文献
- 倉科智幸「信州池田 相道寺焼 古窯&新窯」 2019年 池田町立美術館
- 池田町誌編纂委員会「池田町誌 歴史編Ⅱ（近代～現代）」1990年 池田町